# Fiorano Circuit
Fiorano Circuit je soukromý okruh formulové stáje Ferrari ležící nedaleko výrobní haly v Maranellu. Nejčastěji je používán pro první výjezd nového monopostu, sloužící ke kontrole jednotlivých systémů vozidla.
Okruh byl postaven v roce 1971 z podnětu Enza Ferrariho a slavnostně otevřen v dubnu 1972, za účelem zjišťování základních telemetrických dat, jeho průměrná šířka činí 8,2 m a délka 3021 metrů. Nejvyšší dosažená rychlost s monopostem formule 1 je 290 km/h, přičemž průměrná rychlost činí 160 km/h.
Enzo Ferrari zahájil stavbu nového okruhu poté, co bylo rozhodnuto o zrušení stávajícího okruhu Aerautodromo di Modena a bylo jasné, že o výstavbě nového autodromu se neuvažovalo. Podle původního projektu se počítalo s výstavbou některých zatáček dle stávajících evropských okruhů, tak aby se na okruhu mohli simulovat jednotlivé Grand Prix. K této realizaci však nikdy nedošlo, stejně tak jako k realizaci projektu z přelomu let 1984 a 1985, který počítal s celkovým prodloužením okruhu a vybudováním extrémně rychlých zatáček.
V roce 1992 byla vybudována šikana a v roce 1996 došlo k přebudování zatáček 1,2 a 3, respektive k jejich překlenuti jednou plynulejší zatáčkou.
Charakter okruhu umožňuje výborné získávání potřebných dat i z mechanických oblastí, jako jsou například brzdy nebo pneumatiky.
Rekord drží s monopostem Ferrari F2004 Michael Schumacher, který zatím jako jediný pokořil hranici 56 sekund.

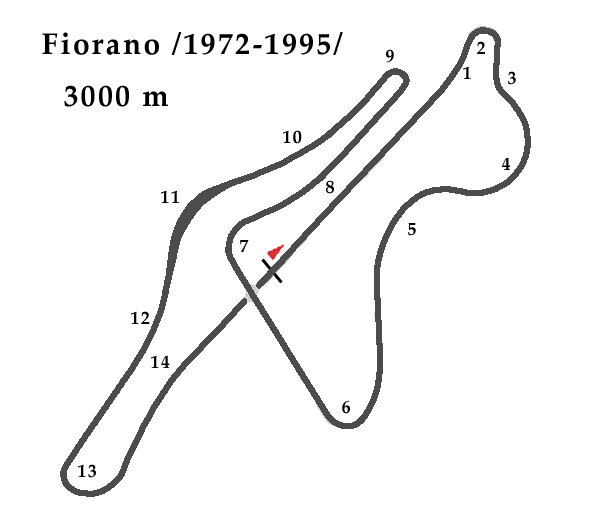
Původní trať z roku 1972

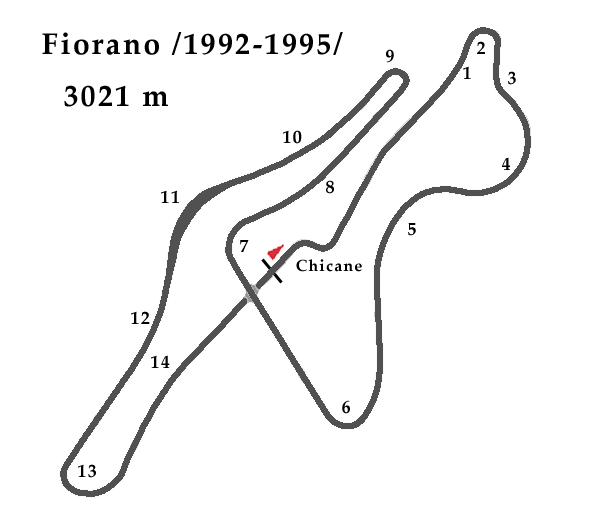
Vybudování šikany

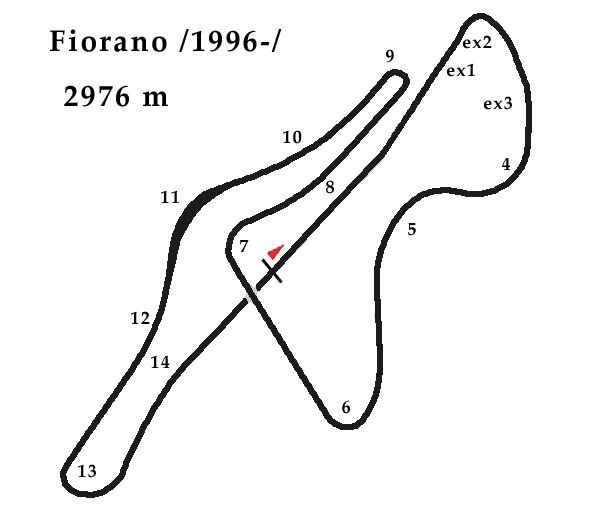
Trať po přebudovaní zataček 1,2 a 3 v roce 1996

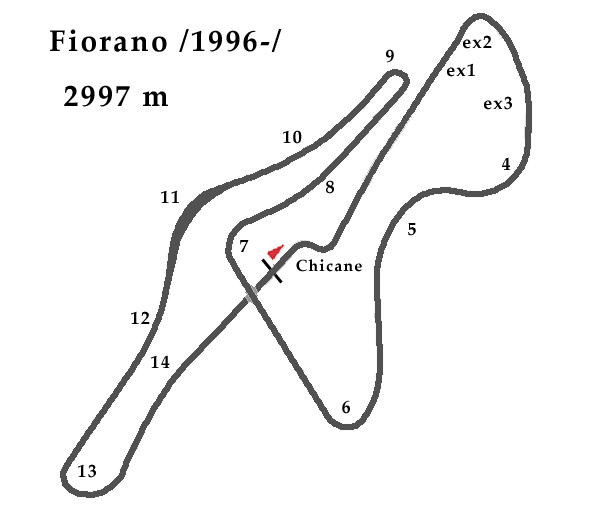
Fiorano se šikanou

## Rekordy z testů F1
| Monopost         | Rekord   | Jezdec             | Datum | Poznámky    |
| ---------------- | -------- | ------------------ | ----- | ----------- |
| Ferrari F2004    | 0'55.999 | Michael Schumacher | 2004  |             |
| Ferrari F2003-GA | 0'56.33  | Michael Schumacher | 2003  |             |
| Ferrari 248 F1   | 0'57.099 | Felipe Massa       | 2006  |             |
| Ferrari F2005    | 0'57.146 | Michael Schumacher | 2005  |             |
| Ferrari F2002    | 0'57.476 | Michael Schumacher | 2002  |             |
| Ferrari F2007    | 0'58.366 | Felipe Massa       | 2007  |             |
| Ferrari F310B    | 0'59.00  | Michael Schumacher | 1997  |             |
| Ferrari F399     | 1'00.226 | Luca Badoer        | 1999  |             |
| Ferrari 412T1    | 1'00.31  | Jean Alesi         | 1994  |             |
| Ferrari F2008    | 1'00.897 | Kimi Räikkönen     | 2008  | intermedia± |

± Přechodné pneumatiky (tzv. do středního mokra)

### Mapy
- Google Earth
- Satelitní obrazky Google Maps